# Биггс, Норман (математик)
Норман Линстед Биггс (родился 2 января 1941 г.) — ведущий британский математик, занимающийся дискретной математикой и алгебраической комбинаторикой.

## Образование
Биггс закончил школу округа Харроу, а затем поступил в Селвин-колледже в Кембридже, где изучал математику. В 1962 году Биггс получил высшую награду на третьем курсе университета по математике.
- 1946—1952: Начальная школа Uxendon Manor, Кентон, Миддлсекс.
- 1952—1959: Средняя школа округа Харроу.
- 1959—1963: Селвин-колледж, Кембридж (награда при поступлении 1959 г., стипендия 1961 г.)
- 1960: Высшая степень, Математический экзамен по математике в Кембридже. (Mathematical Tripos) часть 1.
- 1962: Рэнглер[англ.], Mathematical Tripos Pt. часть 2.
- 1963: С отличием, Mathematical Tripos Pt. часть 3.
- 1988: Доктор наук (Лондон). Магистр искусств (Кембридж).

## Карьера
Преподавал в Саутгемптонском университете, затем он был лектором в Ройал Холлоуэй, Лондонском университете, и профессором математики в Лондонской школе экономики. Он входил в редколлегию ряда журналов, в том числе «Журнала алгебраической комбинаторики». Он был членом совета Лондонского математического общества.
Он написал 12 книг и более 100 статей по различным математическим темам, многие из которых посвящены алгебраической комбинаторике и ее приложениям. Стал эмеритом в 2006 году. Он продолжает преподавать для студентов дисциплину «История математики в финансах и экономике». Также он является вице-президентом Британского общества истории математики.

## Семья
Биггс женился на Кристине Мэри Фармер в 1975 году. В 1980 году у них родилась дочь Клэр Джульетта.

## Хобби и интересы
Интересы Биггса включают теорию вычислительного обучения, историю математики и историческую метрологию. Начиная с 2006 года он является эмеритом Лондонской школы экономики.
Хобби Биггса — писать об истории весов и измерений. На данный момент он занимает должность председателя Международного общества коллекционеров антикварных весов (Европа) и член Британского нумизматического общества.

## Работы

### Математика
В 2002 году Биггс написал второе издание «Дискретной математики», разбив широкий круг тем в ясном и организованном стиле. Биггс разделил книгу на четыре основных раздела: Язык математики, техники, алгоритмов и графов, и алгебраических методов. Эта книга представляла собой сборник первого издания учебника «Дискретная математика», опубликованного в 1985 году, в котором рассматривались вычисления, включающие конечное число шагов, а не ограничивающие процессы. Второе издание пополнило девять новых вводных глав: Фундаментальный язык математиков, утверждения и доказательства, логическая структура, множества и функции, а также система счисления. Эта книга акцентирует внимание читателя на простых логических рассуждениях, показанных с помощью упражнений и примеров, приведенных в книге. Каждая глава содержит смоделированные решения, примеры, упражнения, включая подсказки и ответы.

### Алгебраическая теория графов
В 1974 году Биггс опубликовал «Алгебраическую теорию графов», в которой свойства графов сформулированы в алгебраических терминах, а затем сформулированы относящиеся к ним теоремы. Первый раздел посвящен приложениям линейной алгебры и теории матриц, алгебраические конструкции, такие как матрица смежности и матрица инцидентности, а также их приложения, рассмотренные в деталях. Далее идет широкое описание теории хроматических многочленов. В последнем разделе обсуждаются свойства симметрии и регулярности. Биггс устанавливает важные взаимосвязи с другими разделами алгебраической комбинаторики и теории групп.

### Теория вычислительного обучения
В 1997 году Н. Биггс и М. Энтони написали книгу под названием «Вычислительная теория обучения: Введение». Они сосредоточились на необходимом исходном материале из области логики, теории вероятности и теории сложных систем. Эта книга представляет собой введение в вычислительное обучение.

### История математики
Биггс выпускался в тринадцати журналах и книгах, где развивал такие темы, как гипотеза четырех цветов, корни/история комбинаторики, исчисление, топология XIX века и математики. Помимо этого, Биггс рассматривал идеи Уильяма Ладлама, Томаса Хэрриота, Джона Арбутнота и Леонарда Эйлера.

## Игра со стрельбой чипами
Эта игра существует около 20 лет. Это стало важной частью изучения структурной комбинаторики. Множеству конфигураций, устойчивых и рекуррентных для этой игры, можно придать структуру абелевой группы. При этом порядок группы равен номеру дерева графа.

## Публикации

### Опубликованные Биггсом книги по математике
- Finite Groups of Automorphisms, издательство Кембриджского университета (1971)
- Algebraic Graph Theory, издательство Кембриджского университета (1974)[11]
- Graph Theory, 1736—1936 (совместно с Э. К. Ллойдом и Р. Дж. Уилсоном), издательство Оксфордского университета (1976) (японское издание 1986 г.)
- Interaction Models, издательство Кембриджского университета (1977)
- Permutation Groups and Combinatorial Structures (совместно с А. Т. Уайтом), издательство Кембриджского университета, (1979),[12] (китайское издание, 1988 г.)
- Discrete Mathematics, издательство Оксфордского университета (1989) (испанское издание, 1994 г.)
- Introduction to Computing with Pascal, издательство Оксфордского университета (1989)
- Теория вычислительного обучения: введение (совместно с М. Энтони) (1997)
- Algebraic Graph Theory (второе издание), издательство Кембриджского университета (1993)
- Mathematics for Economics and Finance (совместно с М. Энтони), издательство Кембриджского университета (1996) (китайское издание 1998 г.; японское издание 2000 г.)
- Discrete Mathematics, (второе издание), издательство Оксфордского университета (2002)
- Codes: An Introduction to Information Communication and Cryptography, Springer Verlag (2008).

### Последние опубликованные работы Биггса по математике
2000
- «A matrix method for chromatic polynomials — II», Серия отчетов об исследованиях CDAM, LSE-CDAM 2000-04, апрель 2000 г.
- (Совместно с П. Рейнфельдом), «The chromatic roots of generalised dodecahedra», Серия отчетов об исследованиях CDAM, LSE-CDAM 2000-07, июнь 2000 г.

2001
- «Equimodular curves for reducible matrices», Серия отчетов об исследованиях CDAM, LSE-CDAM 2001-01, январь 2001 г.
- «A matrix method for chromatic polynomials», Журнал комбинаторной теории, серия B, 82 (2001) 19-29.

2002
- «Chromatic polynomials for twisted bracelets», журнал London Math. Soc. 34 (2002) 129—139.
- «Chromatic polynomials and representations of the symmetric group», Линейная алгебра и ее приложения 356 (2002) 3-26.
- «Equimodular curves», Дискретная математика 259 (2002) 37-57.

2004
- «Algebraic methods for chromatic polynomials» (совместно с М. Х. Клином и П. Рейнфельдом), Европ. издание журнала Комбинаторика 25 (2004) 147—160.
- «Specht modules and chromatic polynomials», Журнал комбинаторной теории, серия B 92 (2004) 359—377.

2005
- «Chromatic polynomials of some families of graphs I: Theorems and Conjectures», серия отчетов об исследованиях CDAM, LSE-CDAM 2005-09, май 2005 г.

2007
- «The critical group from a cryptographic perspective», журнал London Math. Soc., 39 (2007) 829—836.

2008
- «Chromatic Roots of the Quartic Mobius Ladders», отчет об исследовании CDAM LSE-CDAM 2008-05, май 2008 г.
- «A Matrix Method for Flow Polynomials», Отчет об исследовании CDAM LSE-CDAM 2008-08, июнь 2008 г.

2009
- «Tutte Polynomials of Bracelets», отчет об исследовании CDAM LSE-CDAM-2009-01, январь 2009 г.
- «Strongly Regular Graphs with No Triangles», отчет об исследовании, сентябрь 2009 г. arXiv:0911.2160v1
- «Families of Parameters for SRNT Graphs», отчет об исследовании, октябрь 2009 г. arXiv:0911.2455v1

2010
- «Tutte Polynomials of Bracelets», журнал Algebraic Combinatorics 32 (2010) 389—398.
- «The Second Subconstituent of some Strongly Regular Graphs», отчет об исследовании, февраль 2010 г. arXiv:1003.0175v1

2011
- «Some Properties of Strongly Regular Graphs», отчет об исследовании, май 2011 г. arXiv:1106.0889v1

Другие опубликованные работы по истории математики см.